# Danh sách sân bay tại Đức

### Các sân bay dân sự
| Vị trí                | ICAO | IATA                 | Tên sân bay |
| --------------------- | ---- | -------------------- | --- |
| Altenburg             | EDAC | AOC                  | Sân bay Altenburg-Nobitz |
| Baden-Baden/Karlsruhe | EDSB | FKB                  | Sân bay Baden |
| Bayreuth              | EDQD | BYU                  | Sân bay Bindlacher Berg (Sân bay Bayreuth)                                                                                            |
| Berlin                | EDDB | SXF (sau này là BER) | Sân bay quốc tế Berlin-Schönefeld (sẽ được đóng cửa một phần và sáp nhập với Sân bay quốc tế Berlin Brandenburg khi đi vào hoạt động) |
| Berlin                | EDDT | TXL                  | Sân bay quốc tế Tegel |
| Berlin                | EDDI | THF                  | Sân bay quốc tế Tempelhof (đóng cửa năm 2008)                                                                                         |
| Bremen                | EDDW | BRE                  | Sân bay Bremen |
| Köln                  | EDDK | CGN                  | Sân bay Köln-Bonn |
| Dortmund              | EDLW | DTM                  | Sân bay Dortmund |
| Dresden               | EDDC | DRS                  | Sân bay Dresden Klotzsche |
| Düsseldorf            | EDDL | DUS                  | Sân bay quốc tế Düsseldorf |
| Erfurt                | EDDE | ERF                  | Sân bay Erfurt |
| Frankfurt am Main     | EDDF | FRA                  | Sân bay quốc tế Frankfurt |
| Friedrichshafen       | EDNY | FDH                  | Sân bay Friedrichshafen |
| Greven                | EDDG | FMO                  | Sân bay quốc tế Münster Osnabrück |
| Hahn                  | EDFH | HHN                  | Sân bay Frankfurt-Hahn |
| Hamburg               | EDDH | HAM                  | Sân bay Hamburg |
| Hanover               | EDDV | HAJ                  | Sân bay quốc tế Hanover/Langenhagen                                                                                                   |
| Heist                 | EDHE |                      | Sân bay Uetersen |
| Kassel                | EDVK | KSF                  | Sân bay Kassel Calden |
| Kiel                  | EDHK | KEL                  | Sân bay Kiel Holtenau |
| Leipzig               | EDDP | LEJ                  | Sân bay Leipzig/Halle |
| Lübeck                | EDHL | LBC                  | Sân bay Lübeck |
| Mainz                 | EDFZ |                      | Mainz-Finthen |
| Mannheim              | EDFM | MHG                  | Sân bay thành phố Mannheim |
| Mönchengladbach       | EDLN | MGL                  | Sân bay Düsseldorf-Mönchengladbach |
| Munich                | EDDM | MUC                  | Sân bay quốc tế Munich (Sân bay quốc tế Franz Josef Strauß)                                                                           |
| Nuremberg             | EDDN | NUE                  | Sân bay Nuremberg |
| Paderborn / Lippstadt | EDLP | PAD                  | Sân bay Paderborn Lippstadt |
| Rechlin               | EDAX |                      | Sân bay Rechlin-Lärz |
| Rostock               | ETNL | RLG                  | Sân bay Rostock Laage |
| Saarbrücken           | EDDR | SCN                  | Sân bay Saarbrücken |
| Stuttgart             | EDDS | STR                  | Sân bay Stuttgart Echterdingen |
| Weeze                 | EDLV | NRN                  | Airport Weeze |
| Westerland, Sylt      | EDXW | GWT                  | Sân bay Sylt |
| Zweibrücken           |      | ZQW                  | Sân bay Zweibrücken |

### Sân bay quân sự
| Vị trí     | ICAO | IATA | Tên sân bay                |
| ---------- | ---- | ---- | -------------------------- |
| Ingolstadt | ETSI | IGS  | Sanbay Ingolstadt Manching |
| Landsberg  | ETSA |      | Căn cứ không quân Penzing  |
| Lechfeld   | ETSL |      | Căn cứ không quân Lechfeld |
| Ramstein   | ETAR | RMS  | Căn cứ không quân Ramstein |
| Rostock    | ETNL | RLG  | Sân bay Rostock Laage      |